# Erica macrotrema
Erica macrotrema är en ljungväxtart som beskrevs av Guthrie och Bolus. Erica macrotrema ingår i släktet klockljungssläktet, och familjen ljungväxter. Utöver nominatformen finns också underarten E. m. glabripedicellata.